# Jernbanerne på Mors
Jernbanerne på Mors er en række planlagte jernbanestrækninger på Mors, som aldrig blev realiseret.
15. maj 1884 blev Sallingbanen (Skive-Glyngøre) indviet, og 1. oktober 1889 kom der jernbanefærgerute fra Glyngøre til Nykøbing Mors, hvor der ved færgelejet blev opført en ekspeditionsbygning til persontrafikken. Resten af Nykøbing Mors Station ekspederede de godsvogne, der blev sejlet over med færgen. Selvom der var en betydelig godstrafik, var stationen klart overdimensioneret til dette formål. Dengang forventede man nemlig, at jernbanen skulle føres videre hen over Mors.

## Jernbaneloven fra 1908
Jernbaneloven af 8. maj 1894 – den første af de tre store jernbanelove – indeholdt ingen baner på Mors, men den næste – Jernbaneloven af 27. maj 1908 – indeholdt to privatbaner:
- fra Nykøbing over Solbjerg til Vilsund med sidebane til Sejerslev, evt. Feggesund
- fra Nykøbing over Karby til Næssund med sidebane til Øster Assels

På et kort fra 1918 i bane bøger's arkiv er disse baner tegnet ind med en linjeføring, der gav mulighed for følgende stationer:
- Nykøbing-Vodstrup-Erslev-Øster Jølby-Solbjerg-Sundby Mors-Vilsund
- Erslev-Bjergby-Flade-Sønder Dråby-Sejerslev-(Feggesund)
- Nykøbing-Lødderup-Frøslevvang-Mollerup-Ovtrup-Rakkeby-Øster Hvidbjerg-Karby-Næssund
- Frøslevvang-Vils-Ljørslev-Ørding-Øster Assels[1]

## Jernbaneloven fra 1918
Handelsstanden i Nykøbing ville selvfølgelig gerne have jernbaner i oplandet, men var modstander af, at de skulle føres helt ned til færgestederne ved Vilsund og Næssund, da man frygtede, at en del af handelen så ville gå til Thisted. Dertil kom, at terrænforholdene gjorde det svært at anlægge endestationer ved færgestederne. Der skulle kun være enkle perroner, og endestationerne skulle ligge oppe i landet, hhv. ved Vangsgård nord for Solbjerg og ved Karby.
Disse overvejelser slog igennem i Jernbaneloven af 20. marts 1918, hvor Næssund-banen (inkl. sidebanen) overlevede med den ændring, at den skulle gå til Karby og kun "eventuelt" til Næssund. Hovedstrækningen ville blive 23,7 km lang, sidebanen 12,3 km.
Karbybanen blev dog – som de fleste andre fra 1918-loven – aldrig anlagt, da den jernbanekommission, der blev nedsat i 1923 for at vurdere lovens projekter, frarådede det.

## Morsbanen som statsbane
1918-loven indeholdt kun privatbaner, og Vilsund-banen var ikke med, fordi den nu var blevet til et statsbaneprojekt. I 1916 var der enighed mellem jernbaneudvalgene i Thy og på Mors om, at en bane mellem Nykøbing og Thisted burde anlægges som statsbane. I 1917 blev det yderligere aktuelt, fordi Rigsdagen besluttede at anlægge en fiskerihavn ved Helshage (det senere Hanstholm) og bygge en jernbane dertil.
Morsbaneudvalget forsøgte at overbevise trafikministeren om, at sidebanen til Sejerslev også skulle være statsbane, når Vilsund-banen skulle være det. Resultatet blev bare, at sidebanen blev opgivet og ikke kom med i 1918-loven.
De næste år gik med at overveje forskellige løsninger for Vilsundbroen, banens forløb forbi Thisted og udvidelse af stationen i Nykøbing. Det ville altsammen blive langt dyrere end forudset. I 1920 fik man store tekniske problemer med anlægget af fiskerihavnen i Hanstholm – som først blev færdig i 1967! – så man opgav at føre banen videre til Hanstholm. 
Under indtryk af al denne usikkerhed blev ministeren og Finansudvalget enige om kun at påbegynde anlægsarbejderne på Mors. Projektet blev skåret ned til den 15 km lange strækning Nykøbing-Solbjerg. Linjeføringen blev fastlagt 7. juli 1921 med to stationer undervejs: Tødsø og Tøving.

### Det anlagte tracé
De første 4 km fra Nykøbing mod Tødsø blev udliciteret i maj 1922, og det færdige tracé blev overdraget til DSB 15. november 1923. Der blev ikke lagt skinner, for jordarbejdet skulle først afsluttes på hele strækningen.
I Nykøbing fyldte man op ude i bugten for at skabe plads til udvidelse af stationen, og dette arbejde fortsatte indtil de første måneder af 1925. Men i marts 1925 offentliggjorde trafikministeren en femårsplan for statsbaneanlæggene, hvor anlægget på Mors var faldet bort. Nykøbing-Thisted banen blev opgivet ved lov af 8. april 1932.
Morsbanen efterlod en 300 m lang og 3-4 m høj banedæmning ved Skavn nord for Nykøbing-Vilsund vejen. Nord for dæmningen standsede tracéet brat et par km fra Tødsø. Der var også anlagt flere viadukter: den ved Nykøbing-Vilsund vejen blev sprængt bort sidst i 1960'erne, og den ved Vodstrup blev revet ned i 1970'erne. Vest for det tidligere stationsareal i Nykøbing findes stadig broen Højbro, og en del af Næssundvej er anlagt på banetracéet. Desuden er der bevaret to banedæmninger i udkanten af Nykøbing.
- Bevaret banedæmning vest for Gasværksvej
- Banedæmningen slutter ved Eghøj
- Fra slutningen af den første banedæmning kan man se fortsættelsen
- Kig tilbage fra den anden banedæmning
- Den anden banedæmning slutter
- Kig mod banedæmning i Vodstrup fra Bjørndrupvej
- Banedæmningen vest for Bjørndrupvej er ret utilgængelig

## Jernbane over Sallingsund
I 1939 blev der fremsat tre forslag til en fast forbindelse over Sallingsund, ét forslag om en ren vejbro og to forslag om en kombineret vej- og jernbanebro. Af hensyn til jernbanen skulle broen gå fra Glyngøre til Fårup på Mors. Herfra blev der skitseret tre linjeføringer til den 3 km lange jernbane, der skulle anlægges ind til Nykøbing Mors Station.
På stationen skulle banen sydfra svinge mod øst til en dobbelt perron ud for den toetages funktionærbolig, der allerede i 1889 var tænkt som Nykøbings rigtige station for enden af Jernbanegade. Den opfyldning af bugten, der var foretaget i 1923-25 for at skaffe plads til Morsbanen på stationen, kunne også nyttiggøres.
Den bane blev heller ikke til noget. Det ville være meget dyrt at føre jernbanen over broen, så Sallingsundbroen blev en ren vejbro. Kort før beslutningen herom blev truffet i 1966, blev DSB's banechef dog bedt om at vurdere Morsbaneprojektet fra 1918 endnu engang, men konklusionen blev hurtigt, at en bane fra Sallingsund over Mors til Thisted ikke skulle realiseres.